# Les Yeux sans visage
Les Yeux sans visage (internationaal ook uitgebracht als Eyes Without a Face en in de Verenigde Staten als The Horror Chamber of Dr. Faustus) is een Franse horrorfilm uit 1960 onder regie van Georges Franju.
Het scenario is gebaseerd op de gelijknamige roman (1959) van Jean Redon.

## Synopsis
Dokter Génessier is een bekende plastisch chirurg die door middel van een transplantatie zijn dochter een nieuw gezicht wil geven. Dat raakte verminkt bij een auto-ongeluk waarvoor hij verantwoordelijk was. Daarom heeft hij in zijn woning een laboratorium ingericht. Met behulp van zijn assistente ontvoert Génessier jonge meisjes en scalpeert hij hun gezichten om die bij zijn dochter aan te brengen. Sommige van die meisjes plegen liever zelfmoord dan zonder gezicht verder te leven.

## Rolverdeling
| Acteur                          | Personage                  |
| ------------------------------- | -------------------------- |
| Pierre Brasseur                 | Dokter Génessier           |
| Alida Valli                     | Louise                     |
| Édith Scob                      | Christiane Génessier       |
| Juliette Mayniel                | Edna Gruber                |
| François Guérin: Jacques Vernon |                            |
| Alexandre Rignault              | Inspecteur Parot           |
| Béatrice Altariba               | Paulette                   |
| Charles Blavette                | de man van de bewaarplaats |

## Trivia
- Billy Idol bracht in 1983 het album Rebel Yell uit met daarop het nummer Eyes Without A Face, de Engelstalige titel van de film. In het refrein van het nummer komt zowel dit als de Franstalige titel les yeux sans visage voor.
- De film verscheen in de Verenigde Staten oorspronkelijk als The Horror Chamber of Dr. Faustus, hoewel in het verhaal geen Dr. Faustus voorkomt.